# 太陽石油販売
太陽石油販売株式会社（たいようせきゆはんばい）は、SOLATOブランドでガソリンスタンドを展開している、太陽石油の関連会社である。
2009年4月1日現在、本社のある愛媛県を中心に115ヶ所の直営ガソリンスタンドを運営している。

## 事業所
- 本社・四国支店 - 愛媛県松山市宮田町186番地4　松山駅前ビル6F
- 中国支店 - 広島県広島市安佐南区緑井3丁目9番26号
- 九州支店 - 福岡県福岡市西区拾六町4丁目63番3号
- 鹿児島営業所 - 鹿児島県霧島市国分向花145-1
- 大分営業所 - 大分県大分市明野北5丁目15番地20号
- 物流部門
  - 菊間配送事務所 - 愛媛県今治市菊間町浜1500番地6
- LPガス事業
  - 八幡浜充填所 - 愛媛県八幡浜市五反田2-1423-1
  - 春野充填所 - 高知県高知市春野町弘岡下3600-1

## 沿革
- 1970年2月 - 太陽石油の魚市場事業が分社化され、太陽魚市場販売株式会社（本社：愛媛県八幡浜市1581番地）を設立。
- 1975年11月 - 太陽産業株式会社に社名変更し石油販売事業に参入。
- 1986年5月 - 三井海上保険と代理店契約を締結し、損害保険代理店業務を開始。
- 2002年
  - 4月 - 魚市場事業を有限会社太陽魚市場に分社化。
  - 7月 - 太陽興産株式会社の石油販売事業と統合し、「太陽興産株式会社」に商号変更[2]。本社を愛媛県松山市高岡町74番地1に移転。
- 2004年
  - 5月 - 株式会社サンサービスを吸収合併。
  - 10月 - 「太陽石油販売株式会社」に商号変更。
  - 12月 - 旭陽石油株式会社･サンヨー石油株式会社を営業譲受にて統合。
- 2008年12月 - 関連会社である有限会社太陽魚市場の全株式を売却。
- 2010年2月 - レンタカー事業に参入。
- 2017年12月 - 一般（特定）貨物自動車運送事業の運輸を開始（四陸自賃第85号）。
- 2020年11月 - 本社を愛媛県松山市宮田町186番地4 松山駅前ビル6Fに移転。